# Lâu đài Žilina
Lâu đài Žilina (tiếng Slovakia: Žilina (hrad)) là một lâu đài không còn tồn tại ở Žilina, Slovakia. Các tàn tích còn sót lại của lâu đài chỉ mới được tìm thấy vào năm 2008.

## Lịch sử
Theo một văn bản, lâu đài đã có từ năm 1318, lúc bấy giờ thuộc sở hữu của Matúš Čák Trenčiansky. Tuy nhiên, lâu đài có thể lâu đời hơn. Lâu đài được nhắc đến lần cuối vào năm 1457 và sau đó hoàn toàn biến mất từ thế kỷ 15. Theo sử gia Richard Marsina, lâu đài Žilina được xây dựng vào năm 1270, đóng vai trò là một công sự phòng thủ, chống lại các cuộc tấn công. Tuy nhiên, lịch sử của lâu đài còn rất mơ hồ và có nhiều giả thuyết khác nhau về tầm quan trọng của lâu đài.
Mãi cho đến giữa năm 2008, những dấu vết còn lại của lâu đài Žilina mới được tìm thấy trong một cuộc nghiên cứu khảo cổ học.

## Mô tả
Phần còn lại của một tháp bằng đá được tìm thấy bên cạnh nhà thờ Chúa Ba Ngôi ở trung tâm thành phố. Theo Jozef Hošš, trưởng nhóm nghiên cứu, việc phát hiện này là khám phá khảo cổ quan trọng nhất tính đến nay ở Žilina. Tháp có đường kính trong là 7,5 mét, đường kính ngoài là 13,2 mét, và chiều cao có thể lên đến 20 mét.